# English Motor Car Company
Die English Motor Car Company Ltd. war ein britischer Automobilhersteller, der von 1903 bis 1905 in London tätig war. Der Markenname lautete Lipscomb.
Im Angebot standen zwei Modelle. Das kleinere Modell 6 HP verfügte über einen Motor mit 850 cm³ Hubraum. Das größere Modell 20 HP trieb ein Motor mit 4800 cm³ Hubraum an.